# Baldwin (Iowa)
Baldwin és una població dels Estats Units a l'estat d'Iowa. Segons el cens del 2000 tenia 127 habitants.

## Demografia
Segons el cens del 2000, Baldwin tenia 127 habitants, 57 habitatges, i 33 famílies. La densitat de població era de 136,2 habitants per km².
Dels 57 habitatges en un 28,1% hi vivien nens de menys de 18 anys, en un 40,4% hi vivien parelles casades, en un 12,3% dones solteres, i en un 42,1% no eren unitats familiars. En el 36,8% dels habitatges hi vivien persones soles el 15,8% de les quals corresponia a persones de 65 anys o més que vivien soles. El nombre mitjà de persones vivint en cada habitatge era de 2,23 i el nombre mitjà de persones que vivien en cada família era de 2,91.
Per edats la població es repartia de la següent manera: un 23,6% tenia menys de 18 anys, un 7,1% entre 18 i 24, un 32,3% entre 25 i 44, un 19,7% de 45 a 60 i un 17,3% 65 anys o més.
L'edat mediana era de 40 anys. Per cada 100 dones de 18 o més anys hi havia 106,4 homes.
La renda mediana per habitatge era de 35.313 $ i la renda mediana per família de 43.438 $. Els homes tenien una renda mediana de 32.500 $ mentre que les dones 21.563 $. La renda per capita de la població era de 15.997 $. Cap de les famílies i el 2,3% de la població estaven per davall del llindar de pobresa.

## Poblacions més properes
El següent diagrama mostra les poblacions més properes.